# Koptyjska eparchia aleksandryjska
Eparchia aleksandryjska (łac. Eparchia Alexandrina Coptorum)  – patriarsza eparchia Kościoła katolickiego obrządku koptyjskiego w Egipcie, z siedzibą w Kairze. Nazwa diecezji nawiązuje do tradycji kościelnych starożytnej Aleksandrii. Została erygowana jako diecezja wraz z przywróceniem koptyjskiego katolickiego patriarchatu Aleksandrii, co nastąpiło 26 listopada 1895 na mocy listu apostolskiego Christi Domini papieża Leona XIII.

## Historia
- 26 listopada 1895: przekształcenie wikariatu apostolskiego dla Koptów w patriarchat, powstanie eparchii patriarszej
- 17 grudnia 1982: wydzielenie eparchii ismailijskiej
- 21 marca 2003: wydzielenie eparchii Gizy

## Biskupi
Koptyjski katolicki biskup Aleksandrii jest jednocześnie patriarchą Aleksandrii, zwierzchnikiem Kościoła katolickiego obrządku koptyjskiego oraz metropolitą prowincji kościelnej obejmującej, prócz eparchii patriarszej, następujące sufraganie: asjucką (Asjut), Gizy (Giza), ismailijską (Ismailia), luksorską (Luksor), Al-Minja (Al-Minja), Sauhadżu (Sauhadż).
- Cyrillus Macaire (Kyrillos Makarios) (19 czerwca 1899–1908, wcześniej administrator apostolski i wikariusz patriarszy)

vacat (1908-1947)
- - Maximos Sedfaoui (locum tenens) (1908–1925)
  - Markos Khouzam (locum tenens) (1927–1947)
- Markos II Khouzam (10 sierpnia 1947 - 2 lutego 1958)
- Stephanos I Sidarouss, CM (10 maja 1958 - 24 maja 1986)
- Stéphanos II Ghattas, CM (9 czerwca 1986 - 27 marca 2006)
- Antonios I Naguib (30 marca 2006 - 15 stycznia 2013)
- Ibrahim Isaac Sidrak (od 15 stycznia 2013)

Aleksandryjskimi biskupami pomocniczymi byli:
- Stephanos Sidarouss (9 sierpnia 1947 - 10 maja 1958; następnie patriarcha)
- Athanasios Abadir (18 maja 1976 - 17 grudnia 1982; następnie biskup Ismailii)
- Youhanna Golta (27 lipca 1986–1997; następnie biskup kurialny patriarchatu)
- Andraos Salama, biskup tytularny Barca (1 listopada 1988 - 21 marca 2003; następnie biskup Gizy)

Biskupem seniorem Aleksandrii (patriarchą seniorem) był Stéphanos Ghattas (27 marca 2006-20 stycznia 2009).